# Makes Me Happy
"Makes Me Happy" is de tweede single van het tweede muziekalbum van de Amerikaanse singer-songwriter Drake Bell, It's Only Time. De uitgavedatum was 16 oktober 2007.
Het nummer is te horen in de tweede televisiefilm van de televisieserie waar Drake in speelt, Drake & Josh: Really Big Shrimp. De fictieve producer in de film vertelde dat het nummer meer dan 300.000 keer gedownload was in de Verenigde Staten.

## Tracklist
- U.S. promo digital download single 21747-2

1. "Makes Me Happy (Radio Edit)" – 2:09

## Hitlijsten
Het nummer heeft de Billboard Bubbling Under Hot 100 Singles lijsten behaald in augustus 2007, debuterend op #3 (wat gelijkstaat aan #103 in de Billboard Hot 100). Dit nummer was het eerste nummer van Drake dat de hitlijsten behaald had. Ook heeft het nummer kort in de Billboard Pop 100 gestaan, met als hoogste positie #67.
| Hitlijsten (2008)                             | Hoogste positie |
| --------------------------------------------- | --------------- |
| U.S. Billboard Bubbling Under Hot 100 Singles | 3               |
| U.S. Billboard Hot Digital Songs              | 45              |
| U.S. Billboard Pop 100                        | 67              |